# Jacqueline Marie Zaba Nikiema
Jacqueline Marie Zaba Nikiema (* 19. September 1957 in Ouagadougou) ist eine Diplomatin der Republik Burkina Faso.
Sie ist ein Ritter des Ordens von Burkina Faso.
Sie ist verheiratet und hat drei Kinder.
Frau Zaba ist ein geschäftsführendes Mitglied der Vereinigung für die Entwicklung der Provinz Bazèga in Burkina Faso.

## Studium
- Bachelor der Öffentliche Verwaltung der Universität Lyon II sowie der Sorbonne.
- Master der Öffentliche Verwaltung.
- Postgraduierten-Abschluss (DESS) in Politikwissenschaft Bereich Entwicklungszusammenarbeit.

## Beruflicher Werdegang
1991 begann sie ihre Laufbahn im auswärtigen Dienst als Leiterin der Abteilung Vereinte Nationen, Gruppe der 77, Bewegung der Blockfreien Staaten in Ouagadougou Burkina Faso. Von 1995 und 2001 leitete sie die Abteilungen Asien- und Naher Osten im Außenministerium und war Botschaftsrätin in Bonn und Berlin. Von 1991 bis 2005 war sie bei der Nationalen Kommission für die Frankophonie in Burkina Faso. Von 2005 bis 2008 war sie technische Beraterin des stellvertretenden Außenminister. Von 2008 bis 2012 war sie Sonderberaterin der Sonderbeauftragten von Ellen Johnson Sirleaf, Kommissionsvorsitzende der Westafrikanische Wirtschaftsgemeinschaft in Guinea. Von 2012 bis 2016 war sie Sonderbeauftragte von Ellen Johnson Sirleaf, Kommissionsvorsitzende der Westafrikanische Wirtschaftsgemeinschaft in Guinea.
Am 7. Dezember 2016 wurde sie als Botschafterin in Belgien bei Philippe (Belgien) akkreditiert. Ein Amt, zu dem regelmäßig, gleichzeitig zum Ambassador to the Court of St James’s, zum Botschafter bei der belgischen, niederländischen, luxemburgischen und irischen Regierung sowie zum Vertreter bei der Europäischen Kommission und Organisation für das Verbot chemischer Waffen, ernannt wird.